# Keysville (Virgínia)
Keysville és una població dels Estats Units a l'estat de Virgínia. Segons el cens del 2000 tenia 817 habitants.

## Demografia
Segons el cens del 2000, Keysville tenia 817 habitants, 359 habitatges, i 194 famílies. La densitat de població era de 267,3 habitants per km².
Dels 359 habitatges en un 25,3% hi vivien nens de menys de 18 anys, en un 34% hi vivien parelles casades, en un 16,2% dones solteres, i en un 45,7% no eren unitats familiars. En el 43,2% dels habitatges hi vivien persones soles el 20,9% de les quals corresponia a persones de 65 anys o més que vivien soles. El nombre mitjà de persones vivint en cada habitatge era de 2,03 i el nombre mitjà de persones que vivien en cada família era de 2,79.
Per edats la població es repartia de la següent manera: un 20,7% tenia menys de 18 anys, un 5,8% entre 18 i 24, un 23,5% entre 25 i 44, un 20% de 45 a 60 i un 30,1% 65 anys o més.
L'edat mediana era de 45 anys. Per cada 100 dones de 18 o més anys hi havia 67,4 homes.
La renda mediana per habitatge era de 25.750 $ i la renda mediana per família de 34.667 $. Els homes tenien una renda mediana de 27.750 $ mentre que les dones 20.625 $. La renda per capita de la població era de 16.560 $. Entorn del 10,9% de les famílies i el 16,9% de la població estaven per davall del llindar de pobresa.

## Poblacions més properes
El següent diagrama mostra les poblacions més properes.